# Škalske Cirkovce
Škalske Cirkovce este o localitate din comuna Velenje, Slovenia, cu o populație de 155 de locuitori.